# Hållsdammen, Bohuslän
Hållsdammen är en sjö i Stenungsunds kommun i Bohuslän och ingår i Göta älv-Bäveåns kustområde. Sjön är 1 meter djup, har en yta på 0,018 kvadratkilometer och är belägen 90 meter över havet.